# Holger Hövelmann
Holger Hövelmann, né le 12 juillet 1967 à Roßlau, est un homme politique allemand, membre du Parti social-démocrate d'Allemagne (SPD), ancien ministre de l'Intérieur du Land de Saxe-Anhalt.

## Éléments personnels

### Formation et carrière
Après avoir passé son Abitur en 1986, il entre à l'école des officiers des forces terrestres de l'Armée populaire nationale (NVA) à Zittau, où il suit une formation de commissaire politique. Il y obtient un diplôme de sciences politiques en 1990 et devient alors fonctionnaire de l'arrondissement d'Anhalt-Zerbst, puis directeur général de la fédération du syndicat Öffentliche Dienste, Transport und Verkehr (ÖTV) dans l'arrondissement, de 1993 à 2001.

## Activité politique

### Parcours d'élu local
Membre du Parti social-démocrate d'Allemagne (SPD) depuis 1993, après avoir brièvement fait partie du Parti socialiste unifié d'Allemagne (SED), il est élu député à l'assemblée (Kreistag) de l'arrondissement d'Anhalt-Zerbst, où il est porté à la présidence du groupe SPD, puis prend, un an plus tard, la direction de la fédération locale des sociaux-démocrates. En 2001, il est désigné administrateur (de) de l'arrondissement.

### Chef du SPD et ministre régional
Il est élu, en octobre 2004, président de la fédération SPD de Saxe-Anhalt avec une voix d'avance sur Gerhard Miesterfeldt, ancien président du gouvernement dans le district de Magdebourg. Environ un an et demi plus tard, le 24 avril 2006, Holger Hövelmann est nommé ministre régional de l'Intérieur dans la grande coalition dirigée par le ministre-président chrétien-démocrate Wolfgang Böhmer. Il se prononce deux ans plus tard en faveur d'une visite obligatoire d'un mémorial aux victimes du nazisme pour les écoliers, afin de lutter contre l'extrême droite.
Après avoir été reconduit deux fois, à l'unanimité, à la tête du SPD régional, il est battu le 19 décembre 2009 par la députée Katrin Budde, qui remporte 61 voix contre 40 en sa faveur. Il quitte le gouvernement le 19 avril 2011, à la fin de son mandat, au profit du chrétien-démocrate Holger Stahlknecht.